# Villers-la-Ville
Villers-la-Ville ist eine belgische Stadt in der Provinz Wallonisch-Brabant in der Region Wallonien. Sie hat 11.114 Einwohner (Stand 1. Januar 2024).

## Geografie
Die Stadt liegt im Süden der Provinz Wallonisch-Brabant 17 km östlich von Nivelles, etwa 30 km südöstlich von Brüssel und rund 30 km nordwestlich von Namur.

## Geschichte
Villers-la-Ville wurde im 9. Jahrhundert durch eine Schenkung Ottos des Großen an die Abtei von Gembloux gegründet. Im Jahr 1146 rief der Ritter Gauthier de Marbais Mönche des Klosters Clairvaux auf, auf seinem Grundbesitz ein neues Zisterzienserkloster zu gründen. Aus einer ersten romanischen Kirche wurde nach 1197 eine gotische. Ein neoklassischer Kirchenbau des 18. Jh. wurde 1794–1796 von durchziehenden französischen Revolutionstruppen geplündert und verwüstet.

## Politik

### Bürgermeister
Bürgermeister der Stadt ist Emmanuel Burton von der Partei Mouvement Réformateur.

## Kultur und Sehenswürdigkeiten

### Bauwerke

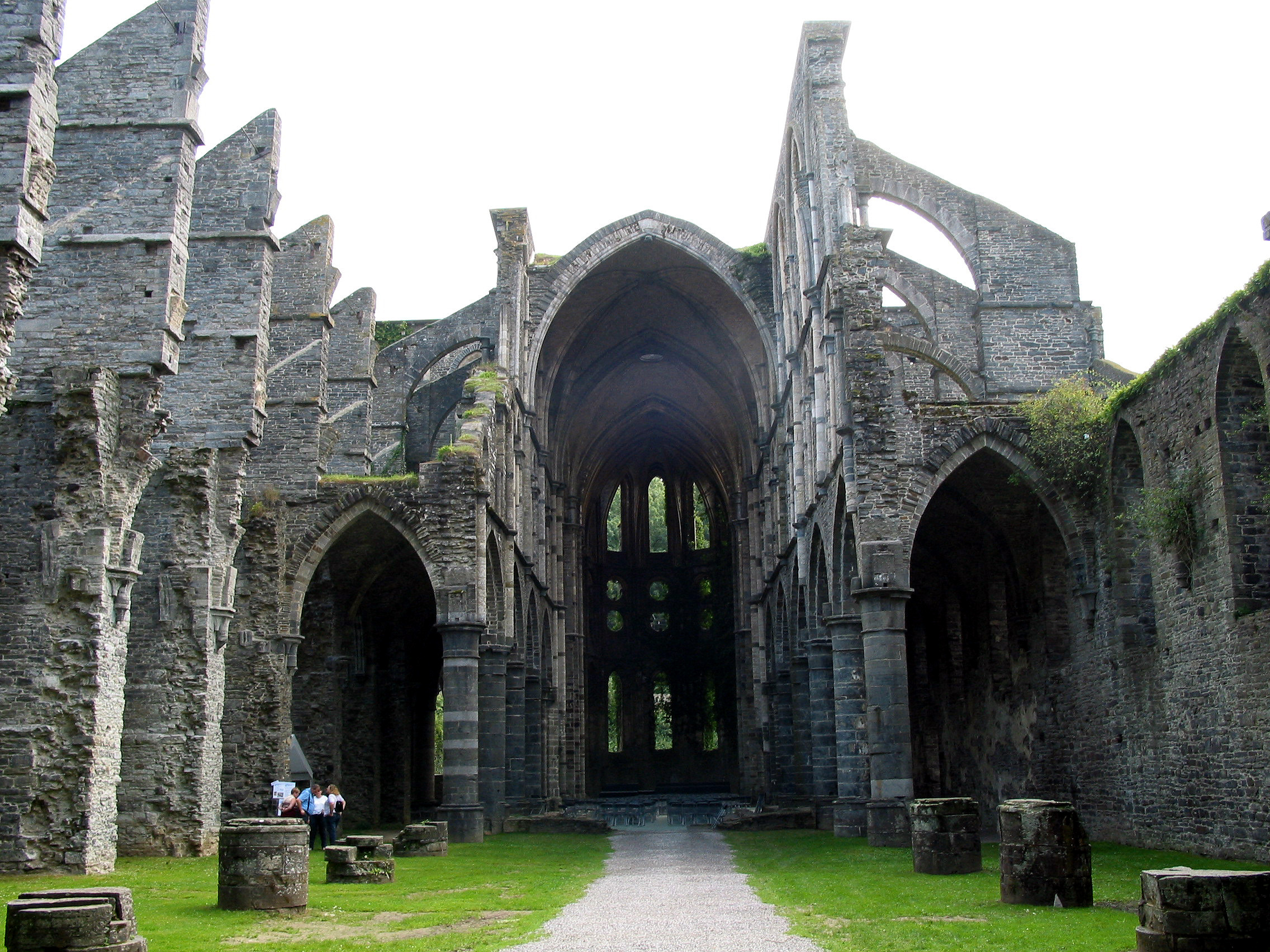
Ruinen der Zisterzienserabtei

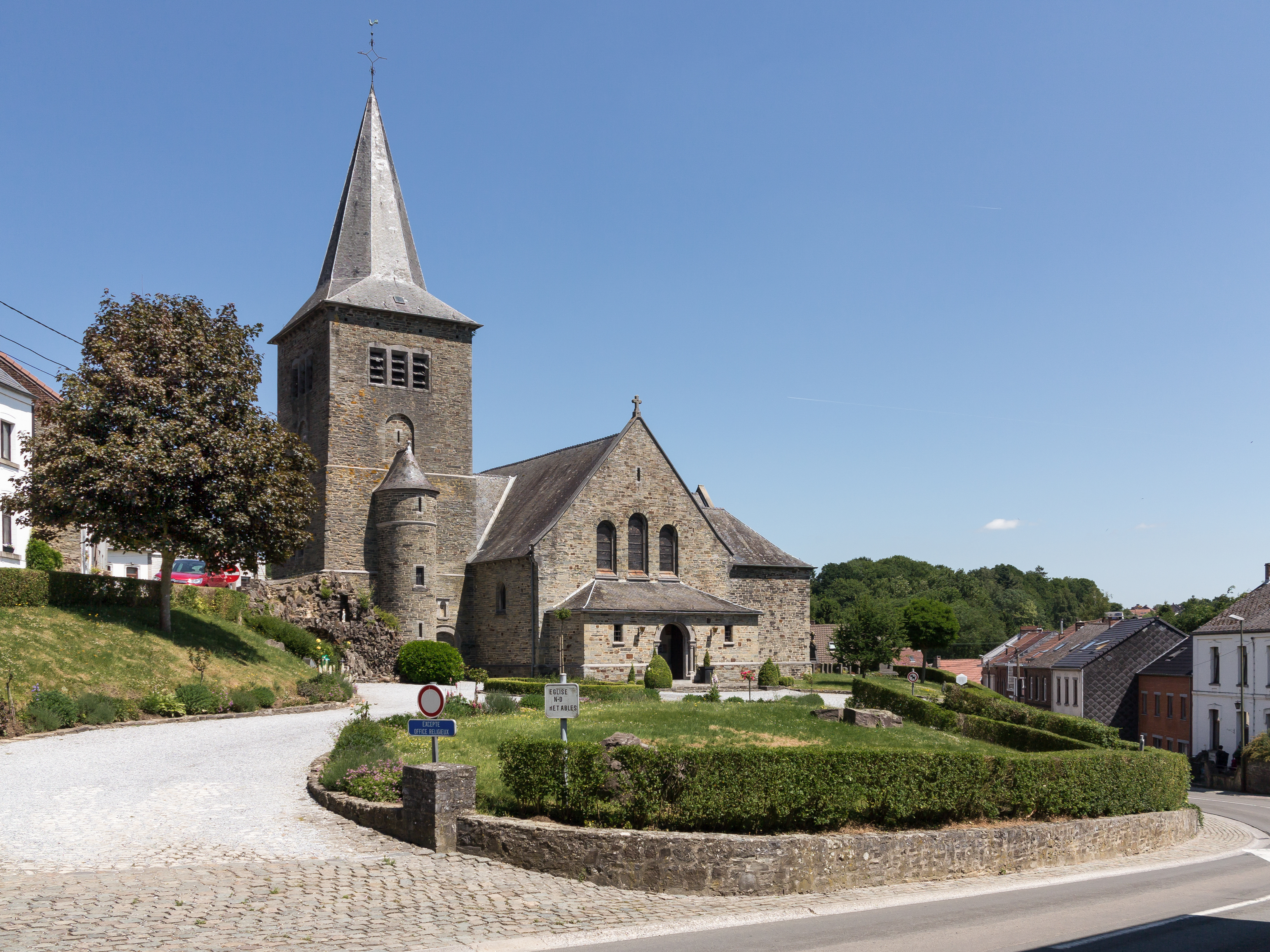
Kirche: l’église Notre-Dame de la Visitation

Zu den Sehenswürdigkeiten der Stadt zählen die Ruinen der Zisterzienserabtei Villers. Sie gelten als die größten Ruinen eines Klosters in Belgien.

### Sport
In der Stadt befinden sich zwei Fußballstadien, Tennisplätze und zwei Golfanlagen.

## Wirtschaft und Infrastruktur

### Verkehr
Die Stadt liegt an der Bahnstrecke Ottignies—Villers-la-Ville—Charleroi—Tamines und wird durch im Stundentakt fahrende L-Züge bedient (Stand: Januar 2005). Darüber hinaus existieren einige regionale Buslinien der Gesellschaft TEC.

### Ansässige Unternehmen
Der Betrieb der zum einstigen Kloster gehörenden Winzerei wurde im Jahre 1990 wiederaufgenommen. Die jährliche Weinproduktion erreicht nur eine Größenordnung von ca. 1.000 Liter; Weinanbau hat allerdings in Belgien einen Seltenheitswert.

## Persönlichkeiten
- Johann T’Serclaes von Tilly (1559–1632), Heerführer der Katholischen Liga und einer der namhaftesten Feldherrn des Dreißigjährigen Kriegs